# 美國海軍陸戰隊大學
海軍陸戰隊大學（Marine Corps University）是位於美國弗吉尼亞州匡提科的一所大學，為美國海軍陸戰隊成員提供教育。該大學由美國海軍陸戰隊司令小阿爾弗雷德·M·格雷成立於1989年8月1日。該學校已得到南部學院和學校協會的教育認可，可以授予碩士學位。
該大學下分四個學院，分別是海軍陸戰隊戰爭學院（Marine Corps War College）、 海軍陸戰隊指揮參謀學院（Marine Corps Command and Staff College）、 和研究生院高級作戰學院（School of Advanced Warfighting）以及遠征作戰學院（Expeditionary Warfare School）。

## 外部連結
- .   [2005-09-22]. （原始内容存档于2005-09-20）.